# Rojões à moda do Minho

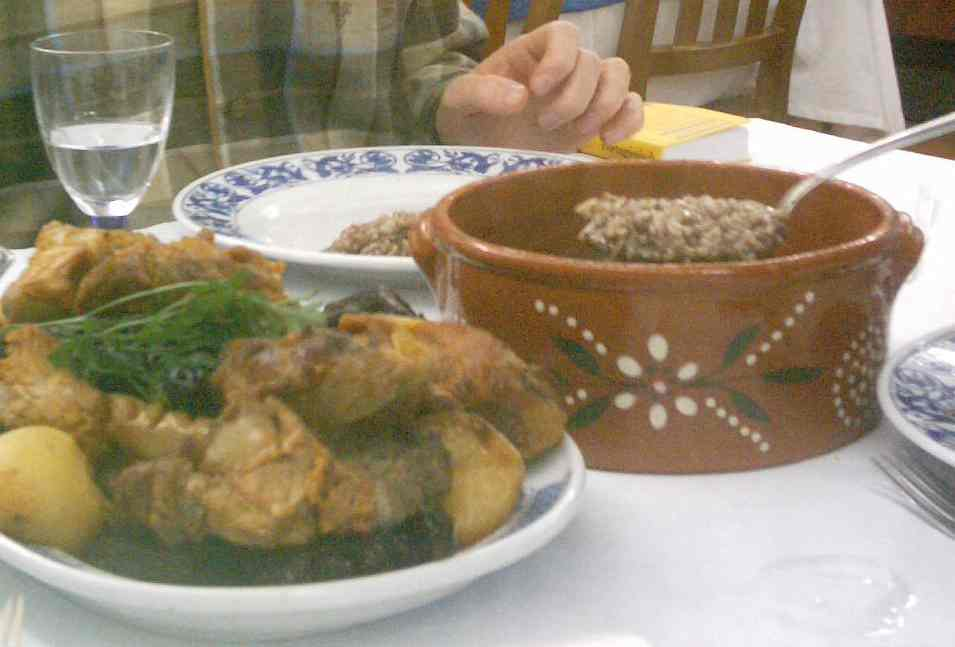
Rojões al estilo del minho (izquierda) con arroz de sarrabulho en la cazuela de barro.

Los Rojões à moda do Minho es uno de los platos más populares del norte de Portugal, en concreto de la antigua provincia Minho, se denomina Rojões en el norte de Portugal a los trozos de carne de cerdo magro fritos en la sartén. Se elabora este plato con los ingredientes más diversos, que le confieren un colorido especial, comezando con la carne de cerdo cortada en cubos (los rojões), sazonados y aderezados con ajo, sal, pimienta, vinho y hojas de laurel, pasando por castanhas, tripas enfarinhadas, chouriço de cebola, bolachos, hígado, sangre cocida, etc.

## Servir
El plato es servido con algunas rodajas de limón y de salsa, siendo, a veces, también acompañado de arroz de sarrabulho o papas de sarrabulho, o simplemente por arroz blanco.